# Olasz Általános Munkás Konföderáció
Olasz Általános Munkás Konföderáció (olaszul:  Confederazione Generale Italiana del Lavoro, rövidítése: CGIL) Olaszország egyik legjelentősebb szakszervezeti konföderációja. A szakszervezet 1944-ben jött létre a Római Megállapodás (Patto di Roma) értelmében, amikor megállapodtak a szocialisták, kommunisták és kereszténydemokraták, hogy CGdL utódjaként létrehozzák a szakszervezetet. A szakszervezet hagyományosan baloldali szellemiségű. Hosszú ideig az Olasz Kommunista Párthoz állt közel a szakszervezet.

## Története
Az elődöt, a CGdL-t a fasizmus alatt betiltották, az utódot a CGIL-t 1944. március 9.-én alapították meg Rómában akkor, amikor még Észak-Olaszországban a Saló-i Köztársasággal fasiszta vezetés alatt állt. A Római Megállapodást Giuseppe DI Vittorio kommunista, Achille Grandi kereszténydemokrata és Emilio Canevari szocialista politikusok írták alá.
Ez a szakszervezet nem politikai elhelyezkedés mentén szerveződött, hanem országos alapon. A szakszervezetet hitet tett a fasizmus elleni harcban illetve az Olasz Ellenállási Mozgalom támogatásában. Így született meg az egységes CGIL, amiből később kivált a kereszténydemokrata CISL és a szocialista szellemiségű UIL.

### Háború után
Palmiro Togliatti ellen 1948-ban elkövetett merénylet jó ok volt a CISL és UIL kiválására a konföderációból. A CISL-t Giulio Pastore kereszténydemokrata politikus, szakszervezeti tag vezette.  A Negyedik De Gasperi-kormány alatt nőtt a feszültség a konföderáció és a kormány között, azáltal, hogy a konföderáció megjelentette a marxista szellemiségű Minimum Programot. A programban az állam nagyobb gazdasági szerepvállalását sürgették. A kormányzat ezt a kezdeményezést elutasította, mivel ezzel a bruttó nemzeti jövedelem felének megfelelő anyagi erőforrást kellett volna fordítania a kormánynak.
A szakszervezet számos tagját az 1950-es évek elején érte retorzió: az antikommunizmus erősödése miatt számos embert elbocsátottak. XII. Piusz pápa pedig bejelentett a kommunisták kiközösítését és az 1950-es római választáson a Kereszténydemokrata és Olasz Szociális Mozgalom szövetségét támogatta. Mario Scelba kereszténydemokrata párti belügyminiszter utasításba adta a rendőrségnek hogy nyissanak tűzet a kommunista tüntetőknek, 1950-ben 6 CGIL tagú munkást megöltek, 200-at megsebesítettek egy modenai tüntetésen. 
Az 1956-os forradalom érzékenyen érintette a konföderációt: Giuseppe Di Vittorio a CGIL elnöke Kommunista Párti tagsága ellenére nyíltan elítélte a Szovjetunió beavatkozását a magyarországi eseményekbe, ezt Palmiro Togliatti elutasította és követelte Di Vittoriótól hogy vonja vissza a szavait. 1958-re a szakszervezeti konföderáció taglétszáma 1 millió fővel csökkent és számos szakszervezeti alkalmazott felmondott.

### 1968-as tüntetések, Forró ősz
1968-ban a nyugdíjreformmal a CGIL óriási sikert ért el: a munkahelyeken komolyabb tüntetéseket tudtak szervezni a jobb körülményekért. 1968. március 7-én általános sztrájkot hirdetett a CGIL. Mindemellett a Kaliforniai Egyetemen kirobbant diáktüntetés a Vietnámi háború ellen átterjedt Franciaországba, NSZK-ba és Olaszországba is. Olaszországban is a diáktüntetések összeértek a munkások tüntetéseivel, melyben jobb béreket, szerződést és emberségesebb munkakörülményeket valamint a jövedelmi egyenlőtlenség megszüntetését követelték. 
1968. május 1.-én a Munka ünnepét 1948 óta először együtt ünnepelte a CGIL mellett az ország két legnagyobb szakszervezeti szövetsége: az Olasz Munkás Szakszervezetek Konfödeárciója és az Olasz Munkás Unió .  Emellett a CGIL ezévi kongresszusán Livornóban először vett részt ez a két konföderáció. 
Agostino Novella elnökségével a CGIL elítélte a prágai tavasz miatt a szovjet csapatok Csehszlovákiába való bevonulását. Valamint megszakította a kapcsolatot a marxista szellemiségű Szakszervezeti Világszövetséggel. Az elégedetlenségi hullám eközben átterjedt az ország déli részére: 1968. december 2-án a rendőrség tüzet nyitott a szicíliai Avolában a munkaszerződés megújításárért tüntetőkre, akik közül 2-en meghaltak. 1969. április 9-én a Campania régióbeli  Battipaglia mellett bezártak egy dohánygyárat, ami miatt tüntettek a gyár elbocsátott munkásai: a rendőrség itt is tüzet nyitott a tüntetőkre és egy 19 éves gyári munkás és egy fiatal tanár halt bele a lövésekbe.

### Lama elnöksége és Ólomévek
1970-ben Luciano Lama lett az új főtitkár. Lama célja volt hogy a CGIL, a két másik nagy konföderációval a CISL-el és UIL-el egységes fellépéseket tegyen a munkások helyzetének javításáért. A tavaszi nagy tömegtüntetések hatására és a szocialista Giacomo Brodolini munkaügyi miniszter támogatása révén megszavazta a Parlament mindkét háza a "munkás státuszegyezményt".
Az ólomévek alatt a szakszervezet neofasiszták által véghez vitt terrortámadás célpontja volt: 1978. május 28-án Bresciában a Piazza della Loggián tartott a szakszervezet tüntetést, amikor egy kukában elhelyezett bomba robbant fel, megölve 8 ember és megsebesítve 100 embert. 
1980-ban a Fiat bejelentette, hogy elbocsátja 14 ezer dolgozóját, 23 ezer dolgozóját pedig kényszer nyugdíjazza. A fémkohászati dolgozók 35 napos munkabeszüntetést hirdettek. Mind a szakszervezet mind az Olasz Kommunista Párt főtitkára Enrico Berlinguer kiállt a munkásokért.

### 1980-as évek
A konföderáció történelmében 1984-ben keletkezett egy újabb rés: a Craxi-kormány Valentin Napi Rendelet értelmében döntött a kedvezőtlen körülmények miatt a költségek csökkentéséről, a döntést a CISL és UIL támogatta, míg a kommunistákhoz közel álló szakszervezetek ellenezték.

### 2003-as népszavazás
Az egyetlen szakszervezeti konföderációként a CGIL támogatta a Kommunista Újraalapítás Pártja népszavazási kezdeményezését az Olasz Munkatörvénykönyvének 18. cikkelyét, amely a munkavállalók elbocsátásával szembeni védelme miatt volt fontos.

### 2014-es tüntetés
2014. október 25.-én a CGIL egész napos sztrájkot hirdetett tiltakozva Matteo Renzi kormányának tervezett munkaügyi reformja és Stefania Giannini oktatási miniszter tervezett iskolareformja  ellen, aminek keretében a munkavállalókat könnyebben lehetne elbocsátani és új munkavállalót könnyebben lehetne felvenni. A sztrájk fennakadást okozott a közlekedésben az országban.

## Főtitkárok
- 1944-1957: Giuseppe Di Vittorio
- 1957-1970: Agostino Novella
- 1970-1986: Luciano Lama
- 1986-1988: Antonio Pizzinato
- 1988-1994: Bruno Trentin
- 1994-2002: Sergio Cofferati
- 2002-2010: Guglielmo Epifani
- 2010-: Susanna Camusso

## Szakszervezeti ágak
- FIOM (Federazione Impiegati Operai Metallurgici) : kohászati dolgozók szakszervezete
- SPI (Sindacato pensionati italiani) : nyugdíjasok szakszervezete
- FLAI (Federazione lavoratori dell'agro-industria) : mezőgazdasági és élelmiszeripari dolgozók szakszervezete
- FILLEA (Federazione italiana dei lavoratori del legno, dell'edilizia, industrie affini ed estrattive): Faipari, építőipari és kitermelési ágazati dolgozók szakszervezete
- FILT (Federazione Italiana Lavoratori Trasporti) : közlekedési dolgozók szakszervezete
- FILCTEM (Federazione italiana dei lavoratori della chimica, tessili, dell'energia e delle manifatture): vegy- és textilipari, energia szektor dolgozóinak szakszervezete
- FILCAMS (Federazione italiana lavoratori commercio, albergo, mensa e servizi ): kereskedelmi, szállodai, közétkeztetési és szolgáltatásban dolgozók szakszervezete
- FISAC (Federazione italiana sindacale lavoratori assicurazione e credito): banki, biztosítási és hitelintézeti dolgozók szakszervezete
- NIDIL (Nuove identità di lavoro):  atipikus dolgozók és segélyből élők szakszervezete
- SLC (Sindacato lavoratori della comunicazione): postai, telekommunikációs, rádiós és televíziós dolgozók szakszervezete
- FLC (Federazione lavoratori della conoscenza ): közoktatásban, felnőttképzésben oktató pedagógusok és kutatók szakszervezete
- FP (Funzione Pubblica): közalkalmazottak szakszervezete

## Fordítás
- Ez a szócikk részben vagy egészben  a   Confederazione Generale Italiana del Lavoro című olasz Wikipédia-szócikk ezen változatának fordításán alapul.  Az eredeti cikk szerkesztőit annak laptörténete sorolja fel. Ez a jelzés csupán a megfogalmazás eredetét és a szerzői jogokat jelzi, nem szolgál a cikkben szereplő információk forrásmegjelöléseként.